# Linkback
A linkback (visszahivatkozás) olyan webes módszerek gyűjtőneve, amelyek lehetővé teszik, hogy egy szerző értesüljön arról, ha valaki a szerző webes tartalmára mutató hivatkozást tesz közzé. Miután a szerző értesült a tartalmára mutató hivatkozásról, közzéteheti a visszahivatkozást arra a tartalomra, ahonnan az értesítés érkezett.
A linkback módszerek segítségével a webes tartalom szerzője nyomon tudja követni, hogy honnan hivatkoznak az általa közzétett tartalmakra. A tartalomkezelő rendszerek általában beépítetten tartalmaznak egy vagy több linkback mechanizmust, azaz támogatják az értesítések elküldését, illetve az értesítések feldolgozását és a visszahivatkozások közzétételét.
Négy fő megoldás létezik: a refback, a trackback, a pingback
és a Webmention. Ezek elsősorban az értesítést kiváltó mechanizmusban, az értesítés küldésének módjában, valamint az értesítés tartalmában és feldolgozásának módjában különböznek.
|                     | Refback | Trackback | Pingback |
| ------------------- | --- | --- | --- |
| Kiváltó mechanizmus | A linkelő oldalon járó látogató rákattint a linkre és a böngésző betölti a linkelt oldalt | A linkelő szerveren lévő kód kikeresi a linkeket a publikált anyagban és linkenként értesítést küld a linkelt anyagot tartalmazó szervernek                                                                                 | A linkelő szerveren lévő kód kikeresi a linkeket a publikált anyagban és linkenként értesítést küld a linkelt anyagot tartalmazó szervernek        |
| Értesítési médium   | HTTP referrer érték | HTTP POST | XML-RPC hívás |
| Előnyök             | Nincs szükség külön kódra a linkelő szerveren (a link maga válik az értesítéssé, amikor valaki rákattint) | Az összes információ, amire a linkelt szervernek szüksége (linkelő oldal neve, a bejegyzés címe, részlet) jelen van magában az értesítésben                                                                                 | - Az értesítési mechanizmus teljes technikai specifikációval rendelkezik - Kevésbé fogékony a spam-re                                              |
| Hátrányok           | - Csak akkor történik értesítés ha valaki rákattint a linkre - A látogatók böngészőjére támaszkodik a megfelelő információk beszerzéséhez, HTTP referrer - A linkelt oldalnak fel kell dolgoznia a linkelő oldalt a kívánt információkért | - Az értesítésnek megerősítésre van szüksége a linkelő szervertől - Az értesítési mechanizmus csak részben rendelkezik specifikációval - Az automatikus felfedéshez szükséges információ meghiúsíthatja az XHTML validálást | - Az értesítésnek megerősítésre van szüksége a linkelő szervertől - A linkelt oldalnak fel kell dolgoznia a linkelő oldalt a kívánt információkért |